# Packed to the Rafters
Packed to the Rafters est une série télévisée australienne en 122 épisodes de 42 minutes créée par Bevan Lee et diffusée entre le 26 août 2008 et le 2 juillet 2013 sur Seven Network.
Cette série est inédite dans les pays francophones.

## Distribution

### Acteurs principaux
- Rebecca Gibney : Julie Rafter
- Erik Thomson (en) : Dave Rafter
- Jessica Marais : Rachel Rafter (2008 à 2011; 2012)
- Hugh Sheridan (en) : Ben Rafter (2008 à 2013)
- Angus McLaren : Nathan Rafter (2008 à 2012; 2013)
- Jessica McNamee : Sammy Rafter (2008 à 2010)
- George Houvardas (en) : Nick "Carbo" Karandonis
- Zoe Ventoura : Melissa "Mel" Bannon (2008 à 2010; 2013)
- James Stewart (en) : Jake Barton (2009; 2013)
- Ryan Corr : Coby Jennings (2009 à 2010; 2013)
- Hannah Marshall : Loretta "Retta" Schembri-Karandonis (2010 à 2013)
- Brooke Satchwell : Frankie Calasso (2012 à 2012)
- Jacob Allan : Matt Jennings (2012 à 2012)
- Zoe Cramond : Emma MacKey (2011 à 2013)
- Ben Mingay : Fergus "Buzz" Graham (2013)
- Merridy Eastman : Donna MacKey (2011 à 2013)
- Fiona Spence : Eleanor McCormack (2013)
- Michael Caton : Ted Taylor

### Acteurs récurrents

#### Actuels
- Imogen Strong : Ruby Rafter (saison 2)
- Ruby/Emily Langley : Ruby Rafter (saison 3)
- Sabella/Hannah Storey : Ruby Rafter (saison 3)
- Cameron Daddo : Adam Goodman (saison 5)
- Lauren Clair : Saskia Clark Rafter (saison 5)

#### Ancien
- Caroline Brazier : Chrissy Merchant (saisons 1 et 2)
- Justin Rosniak : Stuart "Warney" Warne (saisons 1 et 2; saison 4)
- Luke Pegler : Daniel Griggs (saisons 1 et 2)
- Sarah Chadwick : Trish Westaway (saisons 1 et 2)
- Jerome Ehlers : Anthony Westaway (saison 1)
- Kate Fitzpatrick : Marjorie Stevens (saisons 1 et 2)
- Dina Panozzo : Rita Karandonis (saisons 1 et 2; saison 4)
- George Spartels : Theo Karandonis (saison 1; saison 4)
- Roy Billing : Ron Barrett (saisons 1)
- Belinda Bromilow : Libby Sanders (saisons 1 à 3)
- Craig McLachlan : Steve Wilson (saisons 1 à 3)
- Michael Booth : George Spiteri (saisons 1 à 4)
- Ria Vandervis : Layla Soubrani (saison 2)
- Geoff Morrell : Tim Connelly (saison 2)
- Peter Bensley : Derek (saisons 1 à 3)
- Gillian Jones : Rachel "Chel" Warne (saisons 2 et 3)
- Kristian Schmid : Alex Barton (saisons 2 à 5)
- Mercia Deane-Johns : Grace Barton (saisons 2 à 4)
- John Howard : Tom Jennings (saison 3)
- Camille Keenan : Bree Jennings (saison 4)
- Jarin Towney : Cooper (saisons 4 et 5)
- Olivia Stambouliah : Voula Karandonis (saisons 4 et 5)
- Martin Lynes : Paul Morgan (saisons 3 et 4)
- Henry Nixon (en) : Bryn Parry (saison 5)
- Andy Anderson : Jim Barton (saison 5)
- Samantha Tolj : Sian Parry (saison 5)
- Mark Lee : Duncan Galloway (saison 5)

### Sources
- (en) Cet article est partiellement ou en totalité issu de l’article de Wikipédia en anglais intitulé « Packed to the Rafters » (voir la liste des auteurs).